# ريان بونيدا
ريان بونيدا ( فيلفورد ، 3 مارس 2006 ) لاعب كرة قدم بلجيكي مغربي. وقع عقدًا لمدة ثلاث سنوات مع أياكس أمستردام في مارس 2022 ، بدءًا من صيف ذلك العام.  استمتع موهوب كرة القدم الشاب بتدريب شبابه في رويال أندرلخت .
في سن مبكرة للغاية ، برز بونيدا بسبب صفاته الفنية غير العادية ونظرته الثاقبة في اللعبة. توافد كبار الكشافة الأوروبيين على مركز الشباب في رويال أندرلخت لرؤيته في العمل. على الرغم من مكانته الضعيفة ، كان هناك الكثير من الاهتمام من قبل الأندية الأجنبية الكبرى لتقديم أول عقد احترافي له في عيد ميلاده السادس عشر. في النهاية ، اختار بونيدا أياكس أمستردام في بداية مارس 2022 ، حيث وقع عقدًا يسري من 1 يوليو 2022 حتى 30 يونيو 2025. هناك سينضم أولاً إلى شباب أياكس أمستردام تحت 17. 
جعله تجميع مقاطع الفيديو لبونيدا البالغ من العمر ثماني سنوات وهو يراوغ على يوتيوب ظاهرة على الإنترنت. خلال الفترة التي قضاها مع شبابرويال أندرلخت، اكتسب مئات الآلاف من متابعي إنستغرام ، مما أدى إلى عقد رعاية مع نايكي . في عام 2019 ، على سبيل المثال ، ظهر في إعلان مع إدين هازارد لحذاء كرة القدم ميركوريال.
أكبر لاعب كرة قدم له هو لاعب أياكس السابق عبد الحق نوري ، الذي أصيب بنوبة قلبية في ملعب كرة القدم في سن مبكرة وعانى من تلف دائم في الدماغ. يهدي بونيدا الأهداف له بانتظام من خلال إظهار الرقم 34 بأصابعه ، وهو رقم قميص نوري القديم. 